# Pimelea angustifolia
Pimelea angustifolia är en tibastväxtart som beskrevs av Robert Brown. Pimelea angustifolia ingår i släktet Pimelea och familjen tibastväxter. Inga underarter finns listade i Catalogue of Life.